# Sopetrán
Sopetrán es un municipio de Colombia, localizado en la subregión Occidente del departamento de Antioquia. Limita por el norte con el municipio de Olaya, por el este con el municipio de Belmira, por el sur con los municipios de San Jerónimo y Ebéjico y por el oeste con el municipio de Santa Fe de Antioquia. Su cabecera dista 40 kilómetros de la ciudad de Medellín, capital del departamento de Antioquia. El municipio posee una extensión de 223 kilómetros cuadrados.
Sopetrán forma actualmente (2007), parte de la trilogía de la Ruta del Sol del occidente de Antioquia. Compuesta además de por sí, de los municipios de San Jerónimo y Santa Fe de Antioquia, con los cuales comparte parte de su historia. Tras la inauguración del Túnel de Occidente Fernando Gómez Martínez, sus posibilidades turísticas se han triplicado a partir del año 2006. Es una tierra apta para el ecoturismo.

## Historia
El actual municipio de Sopetrán estuvo habitado antes de la llegada de los españoles por comunidades aborígenes nutabes y tahamíes. Se llamaba cuando llegaron los ibéricos, Los Guamas. La fecha oficial de su fundación se ha establecido en el 22 de febrero de 1616, a manos de Francisco Herrera y Campuzano, oriundo de Hita, provincia de Guadalajara (España). Herrera veneraba con mucha devoción la imagen de Nuestra Señora de Sopetrán, cuyo apelativo el fundador trasladó a este poblado.
Antiguamente el municipio se le conoció también con los nombres de: Los Guamas, Viceparroquia de Nuestra Señora del Saladito de Córdoba, Parroquia de Nuestra Señora de la Asunción y Sopetrán.
Su origen se debió a que en sus tierras se habían radicado muchos siglos atrás los indígenas guamas o guacas, que se dedicaban a la agricultura, la caza, la pesca y la explotación de unas minas de sal. Circunstancia que llamó la atención de los españoles que tenían que traer la sal del mar para uso doméstico y para alimentar el ganado vacuno que acababan de importar. 
En el año de 1814 Sopetrán alcanza la categoría de municipio.

## Generalidades
Se comunica por carretera con los Municipios de Olaya, Belmira, San Jerónimo, Ebéjico y Santa Fe de Antioquia.
Está recorrido por los ríos Cauca, que marca su límite oriental, Aurrá y Quebradaseca que atraviesan la zona rural, y la Quebrada La Sopetrana que discurre por la mitad de la cabecera municipal.
Origen del nombre:una finca del municipio tenía ese nombre y Homenaje al Santuario de la Virgen de Sopetrán en España. (Algunos otros lo atribuyen a un cacique llamado Petrán).

## División Político-Administrativa
Además de su Cabecera municipal. Sopetrán tiene bajo su jurisdicción los siguientes Corregimientos:
- Cabecera Municipal
- San Nicolás
- Córdoba
- Guayabal
- Montegrande
- Nuevo Horizonte
- Horizontes

## Demografía
Población Total: 15 053 hab. (2018)
- Población Urbana: 6 522
- Población Rural: 8 531

Alfabetismo: 88,7% (2005)
- Zona urbana: 92,3%
- Zona rural: 85,7%

## Etnografía
Según las cifras presentadas por el DANE en el censo de 2005, la composición etnográfica del municipio es: 
- Mestizos & blancos (87,5%)
- Afrocolombianos (12,5%)

## Economía
- Agricultura: Café, maíz, frutales
- Ganadería: Ganado de ceba y leche. Ganado equino y porcino
- Artesanías: Objetos de fibra, como esteras y canastos. También se confeccionan bateas y pilones en madera, y ollas de barro.

## Fiestas
- Fiesta de las frutas, del 26 al 30 de junio, con grandes agrupaciones.
- Fiestas de la Virgen del Carmen.
- Fiestas Patronales de la Virgen Morena de Sopetrán, 15 de agosto.
- Fiestas de las frutas
- Fiesta de las frutas (28 de junio al 1 de julio)

## Gastronomía
- Frutas, comida típica antioqueña e internacional dado el alto turismo, y asados.

## Sitios de interés
- Parque Principal La Ceiba

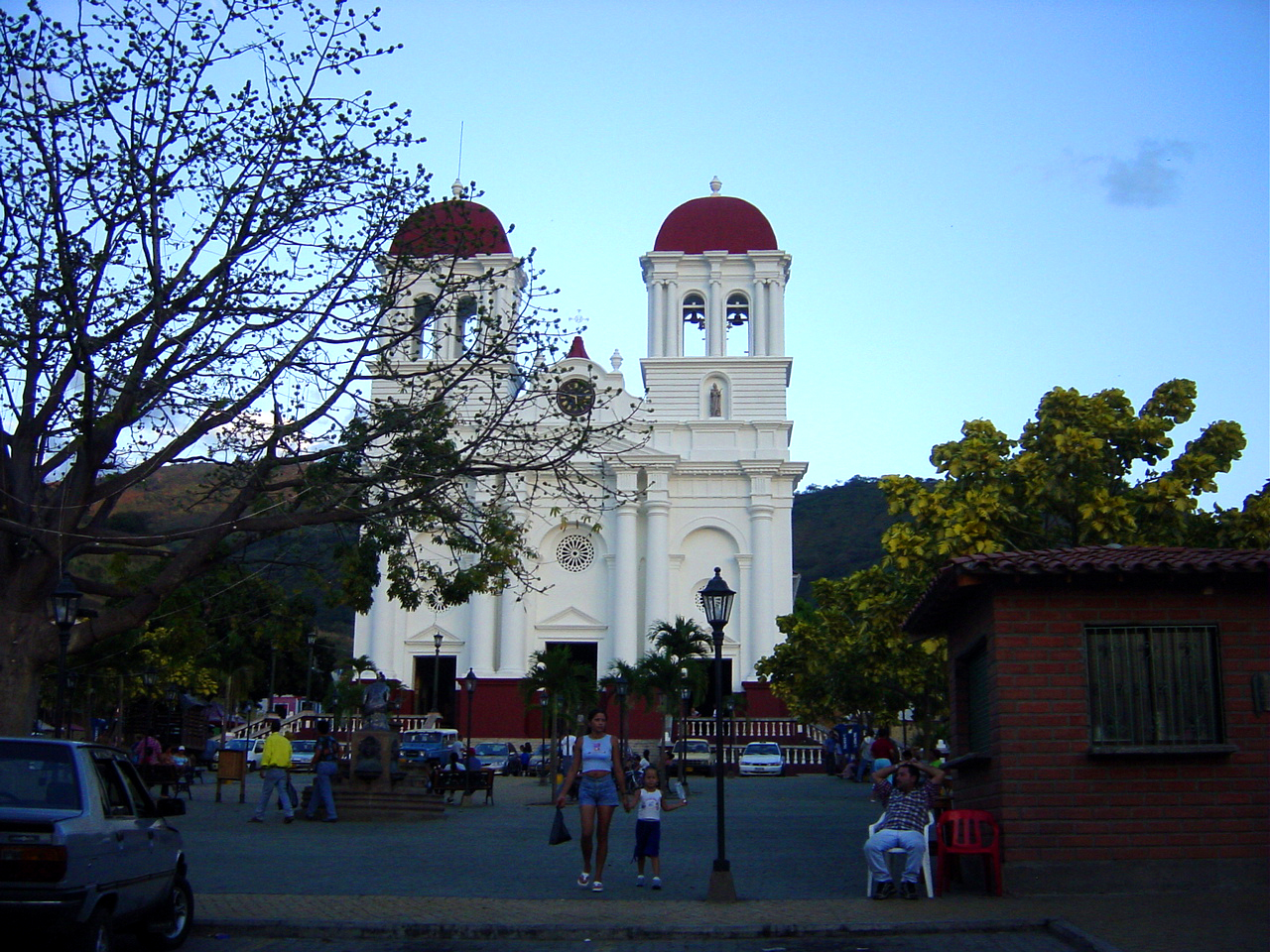
Iglesia en el parque principal La Ceiba.

- Poblado de San Nicolás, con casas en muros de bahareque y tapia pisada, calles en piedra y una pequeña capilla, de la que se dice que es de las más antiguas de Colombia, del año 1622, se encuentra sin remodelaciones y es pequeña de color blanco
- Iglesia de Nuestra Señora de la Asunción
- Casa de la Cultura Humberto Jiménez Tavera
- Saltos del Gallinazo y La Nevera
- Ruinas del Salado
- Mirador de Peñitas
- Quebrada La Mirandita
- Ecoparque El Gaitero
- Vivero Andrés Posada Arango
- Sendero Ecológico de la Neverita en la vereda Llano de Montañas, donde se realizan investigaciones arqueológicas.
- Cable Aéreo de Sopetrán